# Numan Kurtulmuş
Numan Kurtulmuş (prononcé [nu'mɑn kuɾtuɫ'muʃ ]), né le 15 septembre 1959, est un homme politique turc, membre successivement du Parti de la vertu, du Parti de la félicité puis du Parti de la justice et du développement (AKP). Il a été vice-Premier ministre de Turquie (tr) de 2014 à 2017, puis ministre de la Culture et du Tourisme de 2017 à 2018. En 2023 il est élu président de la Grande Assemblée nationale de Turquie